# Irving A. Leonard
Irving Albert Leonard  (* 1. Dezember 1896 in New Haven (Connecticut); † 30. August 1996 in Alexandria (Virginia)) war ein US-amerikanischer Historiker, Romanist und Hispanist.

## Leben und Werk
Leonard studierte an der Yale University (Abschluss 1918). Dann verbrachte er mehrere Jahre auf den Philippinen. Er studierte weiter an der University of California at Berkeley (Master 1928). Dort promovierte er 1928 mit der Arbeit Don Carlos de Sigüenza y Góngora. His life and works 1645-1700. Er bereiste Lateinamerika und Europa und war von 1937 bis 1940 in der Rockefeller Foundation tätig.

Von 1940 bis 1942 lehrte er an der Brown University Spanisch und Geschichte. 1942 ging er an die University of Michigan in Ann Arbor als Professor für lateinamerikanische Literatur. Er besetzte u. a. die  Richard Hudson Research Professorship in History und ab 1962 die Domingo Faustino Sarmiento University Professorship of Spanish-American History and Literature. 1966 wurde er emeritiert.

Leonard war Korrespondierendes Mitglied der  Academia Mexicana de la Lengua.

## Werke

### Carlos de Sigüenza y Góngora
- Don Carlos de Sigüenza y Góngora. A Mexican savant of the seventeenth century, Berkeley 1929
- Ensayo bibliografico de Don Carlos de Sigüenza y Góngora, Mexiko 1929
- (Hrsg.) Carlos de Sigüenza y Góngora, Poemas, con un estudio preliminar de E. Abreu Gómez, Madrid 1931
- (Hrsg. und Übersetzer) The Mercurio volante of Don Carlos de Sigüenza y Góngora. An account of the first expedition of Don Diego de Vargas into New Mexico in 1692, Los Angeles 1932, New York 1967
- (Hrsg.) Alboroto y motín de México del 8 de junio de 1692. Relación de don Carlos de Sigüenza y Góngora en una carta dirigida al almirante don Andrés de Pez, Mexiko 1932
- (Hrsg.) Documentos inéditos de don Carlos de Sigüenza y Góngora. La Real Universidad de México y don Carlos de Sigüenza y Góngora. El reconocimiento de la Bahía de Santa María de Galve, Mexiko 1963
- (Vorwort zu) Carlos de Sigüenza y Góngora, Seis obras, hrsg. von William G. Bryant,  Caracas 1984

### Weitere Monographien
- Romances of chivalry in the Spanish Indies, Berkeley 1933
- (mit Robert Kilburn Spaulding) Spanish in review, New York 1938; u. d. T. Spanish review grammar, New York 1945, 1967
- Books of the Brave. Being an account of books and of men in the Spanish conquest and settlement of the sixteenth-century New World, Cambridge, Mass. 1949, New York 1964, Berkeley 1992 (spanisch: Los libros del conquistador, Mexico 1953, 1959, 1979; La Habana 1983; Berkeley 1999)
- Baroque Times in Old Mexico. Seventeenth-Century Persons, Places and Practices, Ann Arbor 1959, Westport, Conn. 1981 (H. E. Bolton Prize [später Bolton-Johnson Prize]; spanisch: La época barroca en el México colonial, Mexiko 1974)
- When bikehood was in flower. Sketches of early cycling, South Tamworth, N.H 1969
- Portraits and essays. Historical and literary sketches of early Spanish America, hrsg. von William C. Bryant, Newark, Del. 1986 (spanisch: Ensayos y semblanzas. Bosquejos historicos y literarios de la America Latina colonial, Mexiko 1990)

### Weitere Herausgebertätigkeit
- (Hrsg. mit Robert Kilburn Spaulding) Jacinto Benavente, Los malhechores del bien, New York 1933
- (Hrsg.) Lope de Vega, El desdén vengado, Madrid 1935
- (Hrsg.) Pedro de Peralta Barnuevo, Obras dramáticas, Santiago de Chile 1937
- (Hrsg. und Übersetzer) Spanish approach to Pensacola 1689-1693, Albuquerque 1939, New York 1967
- (Hrsg.) Jerónimo de Vivar, Crónica y relación copiosa y verdadera de los Reynos de Chile, Santiago de Chile 1960 ( ?)
- (Hrsg.) Colonial travelers in Latin America, New York 1972 (spanisch: Viajeros por la América latina colonial,  Mexiko 1992)
- (Hrsg.) The Florida adventures of Kirk Munroe. Narrative and biographical, Chuluota, Fla. 1975